# Cantó de Sèrres
El cantó de Sèrres és un cantó francès del departament dels Alts Alps, situat al districte de Gap. Té 12 municipis i el cap és Sèrres.

## Municipis
- La Bastia-Montsaleon
- Lo Bersac
- L'Espina
- Mereulh
- Montclus
- Montmaurin
- Montrond
- La Piara
- Sant Genís
- Savornon
- Sèrres
- Sigotier

## Història
| Data d'elecció                           | Identitat        | Partit                     | Qualitat |
| ---------------------------------------- | ---------------- | -------------------------- | -------- |
| 1961-1973                                | M. Puig          | Centrista, després PS      |          |
| 1973-1979                                | M. Croisier      | Divers droite, després UDF |          |
| 1979-1992                                | Roland Linossier | PS                         |          |
| 1992-                                    | Michel Roy       | Divers droite, després UMP |          |
| les dades anteriors no són pas conegudes |                  |                            |          |
|                                          |                  |                            |          |

| 1962  | 1968  | 1975  | 1982  | 1990  | 1999  | 2007  |
| ----- | ----- | ----- | ----- | ----- | ----- | ----- |
| 1.953 | 2.358 | 2.285 | 2.164 | 2.138 | 2.271 | 2.571 |